# Secrétariat d'État aux Droits sociaux
Le secrétariat d'État aux Droits sociaux (en espagnol : Secretaría de Estado de Derechos Sociales) est le secrétariat d'État chargé des droits sociaux en Espagne.
Il relève du ministère des Droits sociaux, de la Consommation et de l'Agenda 2030.

## Missions

### Fonctions
Le secrétariat d'État aux Droits sociaux est l'organe supérieur du ministère des Droits sociaux, de la Consommation et de l'Agenda 2030 auquel il revient de proposer et exécuter la politique gouvernementale en matière de droits sociaux et de bien-être social, de cohésion sociale et de services aux personnes dépendantes ou avec handicap, de famille et de bien-être familial, et de protection des droits et du bien-être des animaux. À ce titre, il est notamment chargé de :
- l'articulation de la participation de l'Administration générale de l'État dans le Système pour l'autonomie et les services de la dépendance, conformément à la loi 39/2006 du 14 décembre ;
- la promotion et la mise en œuvre des politiques dirigées vers les personnes en situation de handicap ;
- l'exercice de la tutelle de l'État sur les entités d'aide extérieures à l'État ;
- la promotion des services sociaux, le développement de la coopération avec les organisations non gouvernementales et l'encouragement du volontariat social, dans le champ des compétences constitutionnellement réservées à l'État ;
- la protection et la promotion des familles et de leur diversité, ainsi que la prévention des situations de besoin auxquelles ces groupes de personnes peuvent s'exposer, dans le champ des compétences de l'État ;
- la formulation des politiques en matière de protection des droits des animaux et de la coopération avec les communautés et villes autonomes, entités locales, agents sociaux et société civile pour que soient reconnus et respectés les droits des animaux et leur protection.

### Organisation
Le secrétariat d’État s'organise de la manière suivante : 
- Secrétariat d'État aux Droits sociaux (Secretaría de Estado de Derechos sociales) ;
  - Direction générale des Droits des personnes avec un handicap ;
    - Sous-direction générale de la Coordination et de la Réglementation ;
    - Sous-direction générale du Dialogue civil ;
    - Bureau des services au handicap ;

  - Direction générale de la Diversité familiale et des Services sociaux ;
    - Sous-direction générale des Services sociaux ;
    - Sous-direction générale de la Diversité familiale et du Soutien aux familles ;
    - Sous-direction générale de la Promotion du secteur tertiaire et du volontariat ;

  - Direction générale des Droits des animaux ;
    - Division du Bien-être des animaux ;

  - Institut des Ainés et des Services sociaux (IMSERSO).

## Titulaires
| Titulaire                                             | Titulaire               | Début      | Fin         | Parti   | Ministre                    |
| ----------------------------------------------------- | ----------------------- | ---------- | ----------- | ------- | --------------------------- |
| Secrétariat d'État aux Services sociaux (2018-2020)   |                         |            |             |         |                             |
|                                                       | Nacho Álvarez           | 15/01/2020 | 29/11/2023  | Podemos | Pablo Iglesias Ione Belarra |
|                                                       | Rosa Martínez Rodríguez | 29/11/2023 | En fonction | Sumar   | Pablo Bustinduy             |
| Titres successifs : - Depuis 12/2023 : Droits sociaux |                         |            |             |         |                             |